# Anna Maria Janer Anglarill
Anna Maria Janer Anglarill (ur. 18 grudnia 1800 w Cerverze; zm. 11 stycznia 1885 w Talarn) – hiszpańska Błogosławiona Kościoła katolickiego.

## Życiorys
Urodziła się 18 grudnia 1800 r. w hiszpańskieh wiosce Cervera. Pochodziła z religijnej rodziny. W młodym wieku postanowiła poświęcić swoje życie służbie Bogu. Mając 19 lat pomagała w pobliskim szpitalu, jako siostra miłosierdzia. 25 stycznia 1819 r. wstąpiła do wspólnoty Sióstr Miłosierdzia. W tym samym roku złożyła śluby ubóstwa, czystości i posłuszeństwa. Opiekowała się chorymi oraz ubogimi. Czas jej posługi w zgromadzeniu przypadał na I wojnę tzw. karlistowską w Hiszpanii, która wybuchła w 1833 r. Szpital, w którym służyła stał się placówką wojskową, gdzie trafiali ranni cierpiący w wyniku działań zbrojnych.
Po zakończeniu wojny w 1840 r. Anna Maria była zmuszona wyjechać wraz z innymi siostrami do Tuluzy. Po czterech latach powróciły jednak do szpitala w Cerverze. W 1849 r. Anna Maria została kierowniczką tamtejszego Domu Miłosierdzia, gdzie zajmowano się sierotami, niepełnosprawnymi oraz starszymi kobietami.
W 1859 r. biskup Josep Caixal Estradé zwrócił się z prośbą do Anny Mari, aby ta założyła szpital dla ubogich, których nie stać na stosowną opiekę medyczną. Tym samym 29 czerwca 1859 r. założyła wraz z dwiema postulantkami Instytut Sióstr od Świętej Rodziny z Urgell. 
Zmarła w opinii świętości mając 84 lat. 
3 lipca 2009 r. papież Benedykt XVI podpisał dekret o heroiczności cnót Anny Marii Anglarill. Następnie 10 grudnia 2010 r. podpisał dekret o cudzie. Jej beatyfikacja odbyła się 8 października 2011 r..